# Cantó de Sant Valier (Droma)
El cantó de Sant Valier és un cantó del departament francès de la Droma, a la regió d'Alvèrnia-Roine-Alps. Està inclòs al districte de Valença i té 18 municipis. El cap cantonal és Sant Valier.

## Municipis
- Albon
- Andancette
- Anneyron
- Beausemblant
- Châteauneuf-de-Galaure
- Claveyson
- Fay-le-Clos
- La Motte-de-Galaure
- Lavairon
- Mureils
- Ponsas
- Ratières
- Sant Avit
- Saint-Barthélemy-de-Vals
- Saint-Martin-d'Août
- Saint-Rambert-d'Albon
- Saint-Uze
- Sant Valier

## Història
| Data d'elecció                           | Identitat             | Partit                      | Qualitat |
| ---------------------------------------- | --------------------- | --------------------------- | -------- |
| 1952-1958                                | Maurice-René Simonnet | MRP                         |          |
| 1958-1976                                | Auguste Delaye        | SFIO, després Divers gauche |          |
| 1976-1993                                | Lucien Steinberg      | PS                          |          |
| 1993-2001                                | Jean-Michel Culty     | UDF-PR                      |          |
| 2001-                                    | Alain Genthon         | Divers gauche, després PS   |          |
| les dades anteriors no són pas conegudes |                       |                             |          |
|                                          |                       |                             |          |